# Heinz-Schmidkunz-Preis
Der Heinz-Schmidkunz-Preis wird seit 2015 in ungeraden Jahren von der Gesellschaft Deutscher Chemiker im Fachgebiet der Chemiedidaktik verliehen. Mit dem Preis werden Persönlichkeiten ausgezeichnet, die sich in besonderer Weise um die chemiedidaktische Forschung, die Chemielehrkräftebildung und den Chemieunterricht an Schulen verdient gemacht haben. Der Preis ist nach Heinz Schmidkunz benannte und ist mit 7.500 Euro dotiert.
Schmidkunz war Chemiedidaktiker und Professor an der TU Dortmund. Er bemühte sich um die Integration wahrnehmungspsychologischer Erkenntnisse (Gestalttheorie) in die Chemiedidaktik bei Demonstrationsexperimenten. Weitere Arbeitsschwerpunkte waren Lernen am Bildschirm, Unterrichtsforschung, forschend-entwickelnder Chemieunterricht, didaktische Behandlung von Kreisprozessen, Energie in chemischen Reaktionen und spontane endotherme Reaktionen. Mit seinen wissenschaftlichen Untersuchungen zur Entwicklung eines praxisnahen Chemieunterrichts hat er Maßstäbe in der Forschung gesetzt, weswegen dieser Preis nach ihm benannt ist.

## Preistragende
- 2015 Michael Tausch, Wuppertal
- 2017 Marco Oetken, Freiburg i. Br.
- 2019 Walter Jansen, Flensburg
- 2023 Alfred Flint, Rostock
- 2025 Ilka Parchmann, Kiel[3]